# Znanstvenoraziskovalni center Slovenske akademije znanosti in umetnosti
Znanstvenoraziskovalni center Slovenske akademije znanosti in umetnosti (kratica ZRC SAZU) je slovenski javni raziskovalni zavod. Z 18 raziskovalnimi inštituti je osrednja slovenska znanstvena ustanova na področju humanistike, vendar raziskovalno delo sega tudi na področja družboslovja, naravoslovja, tehnike in družbene medicine.  
Najstarejši inštitut je nastal leta 1934, ki so mu v naslednjih desetletjih sledili novi, takrat še pod okriljem Slovenske akademije znanosti in umetnosti (SAZU). 19. novembra 1981 je SAZU iz 15 akademijskih inštitutov in z 58 zaposlenimi ustanovila samostojen javni raziskovalni zavod ZRC SAZU, ki je s svojim delom začel leto pozneje. V naslednjih desetletjih se je povečal za 3 inštitute in zrasel na približno 400 zaposlenih. 
Poleg osrednjih prostorov na Novem trgu in v najbližji soseščini sta dva inštituta zunaj Ljubljane, in sicer v Postojni in na Igu. ZRC SAZU ima raziskovalne postaje v Novi Gorici, Prekmurju (Petanjci) in Mariboru ter na Barju (Ig). 

## Akademske enote (inštituti)
- Inštitut za slovenski jezik Frana Ramovša
- Inštitut za arheologijo
- Zgodovinski inštitut Milka Kosa
- Umetnostnozgodovinski inštitut Franceta Steleta
- Muzikološki inštitut
- Inštitut za slovensko literaturo in literarne vede
- Inštitut za slovensko narodopisje
- Inštitut za slovensko izseljenstvo in migracije
- Filozofski inštitut
- Geografski inštitut Antona Melika
- Inštitut za raziskovanje krasa
- Paleontološki inštitut Ivana Rakovca
- Biološki inštitut Jovana Hadžija
- Glasbenonarodopisni inštitut
- Družbenomedicinski inštitut
- Inštitut za kulturno zgodovino
- Inštitut za antropološke in prostorske študije
- Inštitut za kulturne in spominske študije

## Založba ZRC
Založba ZRC okviru ZRC SAZU deluje kot enota za založniško in izdajateljsko dejavnost. Opravlja tri, med seboj tesno prepletene dejavnosti: produkcijo ter založništvo znanstvene literature, prodajo knjig in promocijo znanstvenih dosežkov.
Založba ZRC je specializirana za izdaje znanstvene in strokovne literature predvsem s področja humanističnih ved, založniški program pa zajema tudi nekatere družboslovne in naravoslovne vede in izdaje s področja družbenomedicinskih in sorodnih ved. Založba zalaga in izdaja izvirne znanstvene in strokovne monografije, prevode znanstvene literature, slovarje, kritične izdaje virov, znanstvene in strokovne revije, kartografska dela, strokovne priročnike itd. Poleg knjižne produkcije dejavnost založbe obsega tudi izdaje del v obliki elektronskih medijev (CD-plošče, prosto dostopne spletne publikacije) in avdiovizualno produkcijo (znanstveno-dokumentarni filmi).
Založba ZRC ima vzpostavljeno široko tržno mrežo, skrbi tudi za distribucijo dvanajstih znanstvenih revij ZRC SAZU. Publikacije so naprodaj v dveh matičnih knjigarnah, in sicer v Knjigarni Azil na Novem trgu 2 v Ljubljani in Knjigarni kavarni Maks na Delpinovi 12 v Novi Gorici. Poleg fizične ima Založba ZRC tudi spletno knjigarno.
Osrednji predstavitveni prostor dejavnosti ZRC SAZU je Atrij ZRC. Tiskovne konference založbe in drugih inštitutov, kot tudi znanstveni simpoziji, se odvijajo tudi v Gosposki dvorani Zemljepisnega muzeja ZRC SAZU na Gosposki ulici 16 ter v Mali ali Prešernovi dvorani na Novem trgu 4.